# Newport (Arkansas)
Newport település az Amerikai Egyesült Államok Arkansas államában, Jackson megyében, melynek megyeszékhelye is. Lakosainak száma 8005 fő (2020. április 1.).

## Népesség
A település népességének változása:

| 2010 | 7 879 |
| 2020 | 8 005 |